# Mevlüt Çavuşoğlu
Mevlüt Çavuşoğlu (Alanya, 5 de febrero de 1968) es un político turco que se desempeña como ministro de Relaciones Exteriores de Turquía desde 24 de noviembre de 2015; previamente también desempeñó el cargo entre agosto de 2014 y agosto de 2015.
Es miembro de la Asamblea Nacional de Turquía en representación de la Provincia de Antalya, siendo electo por primera vez en 2002. Es también miembro fundador del Partido de la Justicia y el Desarrollo (AKP). Presidió la Asamblea Parlamentaria del Consejo de Europa entre 2010 y 2012.

## Biografía

### Primeros años
Nacido en Alanya, se graduó de la Universidad de Ankara en 1988, donde estudió relaciones internacionales. Luego recibió una maestría en economía de la Universidad de Long Island en Nueva York y realizó su doctorado en la Universidad de Bilkent, además de ser investigador en la Escuela de Economía de Londres, donde fue por un tiempo presidente de la Sociedad Turca. Está casado y tiene un hijo.
Durante su desempeño en la Asamblea Nacional, presidió la Comisión de Migración, Refugiados y Población. En noviembre de 2009, se reunió con el ministro de Relaciones Exteriores de Rusia, Serguéi Lavrov, en el contexto de un informe que la Asamblea preparó sobre la hambruna soviética de 1932-1933.

### Consejo de Europa
Se unió a la Asamblea Parlamentaria del Consejo de Europa en 2003 y poco después fue nombrado jefe de la delegación turca y vicepresidente de la Asamblea. Durante la sesión del 25 de enero de 2010, fue nominado y elegido para reemplazar al presidente saliente Lluís Maria de Puig i Olivé de España. Debido a este cargo, no recibió responsabilidades adicionales en el gobierno del primer ministro Recep Tayyip Erdoğan.
Su candidatura el puesto fue apoyada por todos los principales partidos políticos de Turquía. Se convirtió en presidente pocos meses antes de que Turquía asumiera la presidencia del Comité de Ministros del Consejo de Europa (en noviembre de 2010) y al mismo tiempo que había un presidente turco del Congreso del Consejo de Europa. En 2012, fue sustituido por el francés Jean-Claude Mignon.

### Elecciones locales de 2014
Fue criticado por el periódico Hürriyet debido a su intervención en las elecciones municipales en Antalya que tuvieron lugar el 30 de marzo de 2014. Cuando el candidato del partido opositor Mustafá Akaydin aventajaba al candidato del partido gobernante, visitó el tribunal electoral con sus partidarios e interrumpió el proceso de recuento. Después de su interrupción, el conteo de votos fue detenido. Se afirmó que los votos que no se contaron eran de los suburbios donde la oposición tenía más partidarios.